# 金恵珍
金恵珍（キム・ヘジン、朝鮮語: 김혜진、1983年 - ）は、韓国の小説家。

## 経歴
1983年、大邱生まれ。2012年、東亜日報の新春文芸に短編「チキン・ラン」が当選しデビュー。
2013年､『中央駅』が第5回中央長編文学賞を受賞、2016年、「オビー」が「今年の問題小説」に選ばれる。
2018年､『娘について』で第36回申東曄文学賞を受賞。
作品に「無名氏」の主人公が登場することが多い。弱者や少数派と呼ばれる人々の声なき叫び、彼らに対して情け容赦ない社会の現実などを当事者の視点から冷徹な筆致で描いてきた。

## 邦訳作品
- 『娘について』古川綾子 訳、亜紀書房、となりの国のものがたり、2018年12月
- 『中央駅』生田美保 訳、彩流社、2019年11月

- 『オビー』カン・バンファ、ユン・ブンミ訳、書肆侃侃房、韓国女性文学シリーズ、2020年11月
- 『君という生活』古川綾子 訳、筑摩書房、2022年7月